# Groton (Suffolk)
Groton ist ein Dorf und civil parish im District Babergh in der Grafschaft Suffolk, England. Im Jahr 2022 hatte es eine Bevölkerung von 299. Zur Gemeinde gehört der Weiler Parliament Heath.
Auf dem Landgut Groton Manor lebten Adam und Anne Winthrop, die Eltern von John Winthrop (1583–1649). Der Sohn war ein englischer Jurist und verfolgter Puritaner, der 1629 zum zweiten Gouverneur der Massachusetts Bay Colony gewählt wurde, auswanderte und als einer der Stadtgründer von Boston gilt. Sein ältester Sohn John Winthrop, Jr. wurde 1606 in Groton geboren, war 1631 ebenfalls Auswanderer nach Neuengland und später Gouverneur der Colony of Connecticut.